# Campeonato Mundial de Hóquei no Gelo de 1991

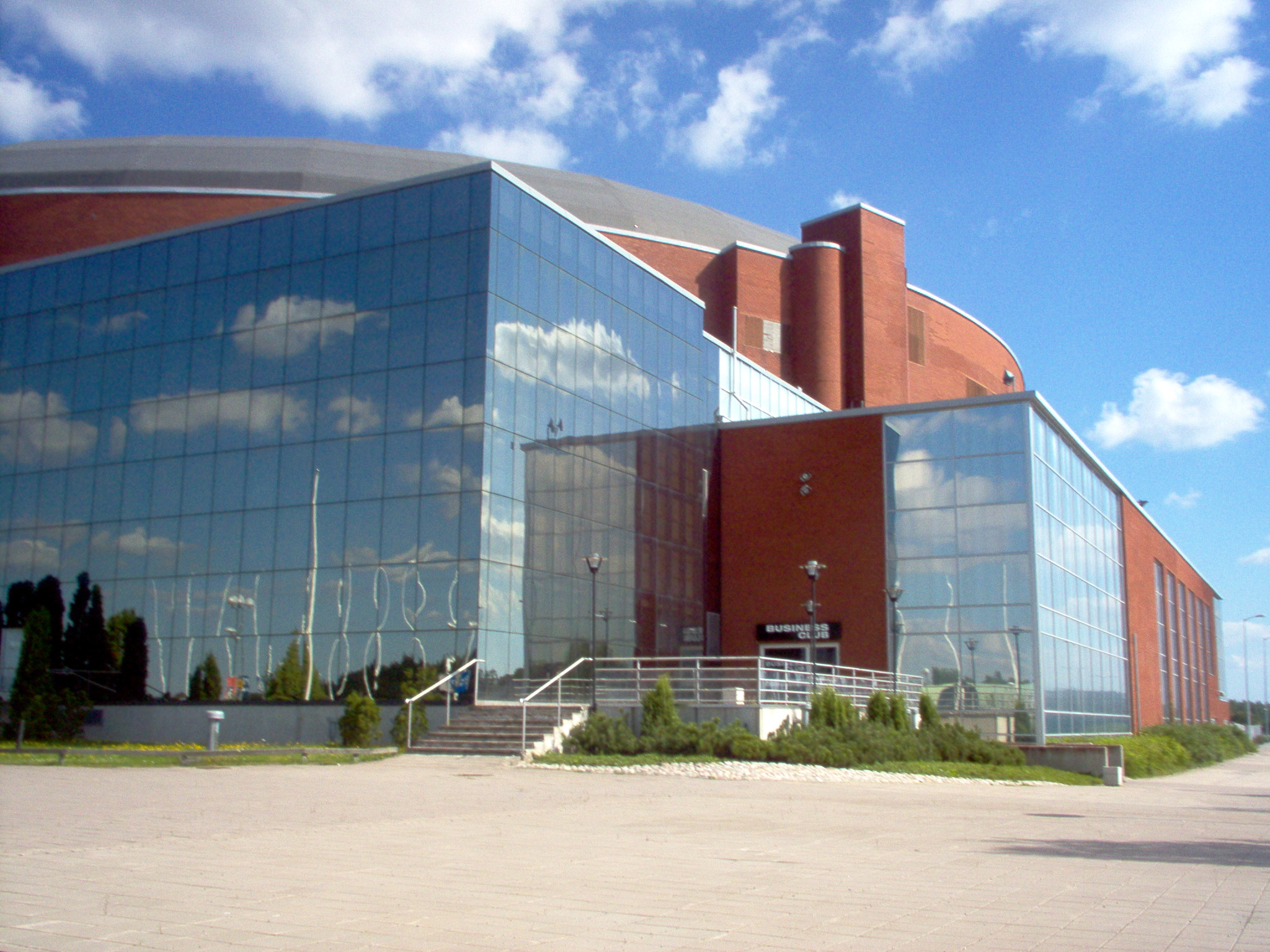
O principal local do Campeonato Mundial de Hóquei no Gelo de 1991; Turkuhalli.

O Campeonato Mundial de Hóquei no Gelo de 1991 foi a 55ª edição do torneio, disputada entre os dias 19 de abril e 4 de maio de 1991, em Turku, Helsinque e Tampere, Finlândia. O principal local de competição foi o Turkuhalli. Oito times participaram, e cada um enfrentou o outro uma vez. Os quatro melhores times, então, enfrentaram-se mais uma vez. A Suécia tornou-se campeã mundial pela quinta vez e a União Soviética ganhou seu 27º título Europeu.< No Campeonato Europeu, apenas partidas entre as equipes europeias contam para a classificação.

## Campeonato Mundial Grupo A (Finlândia)

### Fase Preliminar
| Pos. | Time            | PJ | V | E | D | GP-GC   | Pontos |
| ---- | --------------- | -- | - | - | - | ------- | ------ |
| 1    | União Soviética | 7  | 6 | 1 | 0 | 41 - 16 | 13     |
| 2    | Suécia          | 7  | 3 | 4 | 0 | 30 - 21 | 10     |
| 3    | Canadá          | 7  | 4 | 1 | 2 | 24 - 20 | 9      |
| 4    | Estados Unidos  | 7  | 3 | 2 | 2 | 23 - 28 | 8      |
| 5    | Finlândia       | 7  | 3 | 1 | 3 | 22 - 15 | 7      |
| 6    | Tchecoslováquia | 7  | 3 | 0 | 4 | 19 - 19 | 6      |
| 7    | Suíça           | 7  | 1 | 0 | 6 | 13 - 26 | 2      |
| 8    | Alemanha        | 7  | 0 | 1 | 6 | 13 - 40 | 1      |

| 19 de abril |     |                 |  |
| Finlândia   | 2-0 | Tchecoslováquia |  |
|             |     |                 |  |

| 19 de abril |     |                |  |
| Canadá      | 4-3 | Estados Unidos |  |
|             |     |                |  |

| 19 de abril     |     |       |  |
| União Soviética | 3-1 | Suíça |  |
|                 |     |       |  |

| 19 de abril |     |          |  |
| Suécia      | 8-1 | Alemanha |  |
|             |     |          |  |

| 20 de abril |     |       |  |
| Canadá      | 3-0 | Suíça |  |
|             |     |       |  |

| 20 de abril |     |        |  |
| Finlândia   | 4-4 | Suécia |  |
|             |     |        |  |

| 20 de abril |     |                 |  |
| Alemanha    | 3-7 | União Soviética |  |
|             |     |                 |  |

| 20 de abril    |     |                 |  |
| Estados Unidos | 4-1 | Tchecoslováquia |  |
|                |     |                 |  |

| 22 de abril |     |          |  |
| Canadá      | 3-2 | Alemanha |  |
|             |     |          |  |

| 22 de abril |     |                 |  |
| Finlândia   | 0-3 | União Soviética |  |
|             |     |                 |  |

| 22 de abril     |     |       |  |
| Tchecoslováquia | 4-1 | Suíça |  |
|                 |     |       |  |

| 22 de abril |     |                |  |
| Suécia      | 4-4 | Estados Unidos |  |
|             |     |                |  |

| 23 de abril |     |                 |  |
| Alemanha    | 1-7 | Tchecoslováquia |  |
|             |     |                 |  |

| 23 de abril |     |        |  |
| Finlândia   | 3-5 | Canadá |  |
|             |     |        |  |

| 23 de abril |     |       |  |
| Suécia      | 4-3 | Suíça |  |
|             |     |       |  |

| 23 de abril    |      |                 |  |
| Estados Unidos | 2-12 | União Soviética |  |
|                |      |                 |  |

| 25 de abril |     |                 |  |
| Suécia      | 2-1 | Tchecoslováquia |  |
|             |     |                 |  |

| 25 de abril |     |                |  |
| Suíça       | 2-4 | Estados Unidos |  |
|             |     |                |  |

| 25 de abril     |     |        |  |
| União Soviética | 5-3 | Canadá |  |
|                 |     |        |  |

| 25 de abril |     |          |  |
| Finlândia   | 6-0 | Alemanha |  |
|             |     |          |  |

| 26 de abril |     |        |  |
| Canadá      | 3-3 | Suécia |  |
|             |     |        |  |

| 26 de abril |     |                |  |
| Alemanha    | 4-4 | Estados Unidos |  |
|             |     |                |  |

| 26 de abril     |     |                 |  |
| Tchecoslováquia | 2-6 | União Soviética |  |
|                 |     |                 |  |

| 26 de abril |     |        |  |
| Finlândia   | 6-1 | Suécia |  |
|             |     |        |  |

| 28 de abril |     |                |  |
| Finlândia   | 1-2 | Estados Unidos |  |
|             |     |                |  |

| 28 de abril |     |          |  |
| Suíça       | 5-2 | Alemanha |  |
|             |     |          |  |

| 28 de abril     |     |        |  |
| União Soviética | 5-5 | Suécia |  |
|                 |     |        |  |

| 28 de abril     |     |        |  |
| Tchecoslováquia | 4-3 | Canadá |  |
|                 |     |        |  |

### Fase Final
| Pos. | Time            | PJ | V | E | D | GP-GC   | Pontos |
| ---- | --------------- | -- | - | - | - | ------- | ------ |
| 1    | Suécia          | 3  | 2 | 1 | 0 | 13 - 08 | 5      |
| 2    | Canadá          | 3  | 1 | 2 | 0 | 15 - 10 | 4      |
| 3    | União Soviética | 3  | 1 | 1 | 1 | 10 - 09 | 3      |
| 4    | Estados Unidos  | 3  | 0 | 0 | 3 | 12 - 23 | 0      |

| 30 de abril     |     |                |  |
| União Soviética | 6-4 | Estados Unidos |  |
|                 |     |                |  |

| 30 de abril |     |        |  |
| Suécia      | 3-3 | Canadá |  |
|             |     |        |  |

| 02 de maio     |     |        |  |
| Estados Unidos | 4-8 | Suécia |  |
|                |     |        |  |

| 02 de maio |     |                 |  |
| Canadá     | 3-3 | União Soviética |  |
|            |     |                 |  |

| 04 de maio     |     |        |  |
| Estados Unidos | 4-9 | Canadá |  |
|                |     |        |  |

| 04 de maio |     |                 |  |
| Suécia     | 2-1 | União Soviética |  |
|            |     |                 |  |

### Fase de Consolação
| Pos. | Time            | PJ | V | E | D | GP-GC   | Pontos |
| ---- | --------------- | -- | - | - | - | ------- | ------ |
| 5    | Finlândia       | 10 | 6 | 1 | 3 | 35 - 21 | 13     |
| 6    | Tchecoslováquia | 10 | 4 | 0 | 6 | 28 - 27 | 8      |
| 7    | Suíça           | 10 | 2 | 1 | 7 | 22 - 38 | 5      |
| 8    | Alemanha        | 10 | 0 | 2 | 8 | 19 - 51 | 2      |

| 29 de abril |     |           |  |
| Alemanha    | 2-4 | Finlândia |  |
|             |     |           |  |

| 29 de abril |     |                 |  |
| Suíça       | 4-3 | Tchecoslováquia |  |
|             |     |                 |  |

| 01 de maio      |     |          |  |
| Tchecoslováquia | 4-1 | Alemanha |  |
|                 |     |          |  |

| 01 de maio |     |       |  |
| Finlândia  | 6-2 | Suíça |  |
|            |     |       |  |

| 03 de maio |     |                 |  |
| Finlândia  | 3-2 | Tchecoslováquia |  |
|            |     |                 |  |

| 03 de maio |     |       |  |
| Alemanha   | 3-3 | Suíça |  |
|            |     |       |  |

## Campeonato Mundial Grupo B (Iugoslávia)
| Pos. | Time          | PJ | V | E | D | GP-GC   | Pontos |
| ---- | ------------- | -- | - | - | - | ------- | ------ |
| 9    | Itália        | 7  | 7 | 0 | 0 | 49 - 11 | 14     |
| 10   | Noruega       | 7  | 5 | 0 | 2 | 26 - 13 | 10     |
| 11   | França        | 7  | 5 | 0 | 2 | 28 - 18 | 10     |
| 12   | Polônia       | 7  | 4 | 0 | 3 | 24 - 15 | 8      |
| 13   | Áustria       | 7  | 3 | 1 | 3 | 21 - 18 | 7      |
| 14   | Iugoslávia    | 7  | 2 | 0 | 5 | 18 - 36 | 4      |
| 15   | Países Baixos | 7  | 1 | 0 | 6 | 09 - 40 | 2      |
| 16   | Japão         | 7  | 0 | 1 | 6 | 10 - 34 | 1      |

| 28 de março |     |       |  |
| Áustria     | 2-2 | Japão |  |
|             |     |       |  |

| 28 de março |     |         |  |
| França      | 4-2 | Polónia |  |
|             |     |         |  |

| 28 de março |      |               |  |
| Itália      | 13-0 | Países Baixos |  |
|             |      |               |  |

| 28 de março |     |            |  |
| Noruega     | 5-1 | Iugoslávia |  |
|             |     |            |  |

| 29 de março |     |         |  |
| Polónia     | 2-1 | Áustria |  |
|             |     |         |  |

| 29 de março   |     |         |  |
| Países Baixos | 0-4 | Noruega |  |
|               |     |         |  |

| 29 de março |     |            |  |
| França      | 4-2 | Iugoslávia |  |
|             |     |            |  |

| 29 de março |     |        |  |
| Japão       | 2-7 | Itália |  |
|             |     |        |  |

| 31 de março |     |               |  |
| França      | 9-1 | Países Baixos |  |
|             |     |               |  |

| 31 de março |     |         |  |
| Itália      | 2-1 | Polónia |  |
|             |     |         |  |

| 31 de março |     |            |  |
| Áustria     | 6-1 | Iugoslávia |  |
|             |     |            |  |

| 31 de março |     |       |  |
| Noruega     | 6-1 | Japão |  |
|             |     |       |  |

| 01 de abril |     |               |  |
| Áustria     | 6-4 | Países Baixos |  |
|             |     |               |  |

| 01 de abril |      |            |  |
| Itália      | 13-3 | Iugoslávia |  |
|             |      |            |  |

| 02 de abril |     |        |  |
| Japão       | 3-5 | França |  |
|             |     |        |  |

| 02 de abril |     |         |  |
| Polónia     | 2-4 | Noruega |  |
|             |     |         |  |

| 03 de abril |     |         |  |
| Itália      | 5-1 | Áustria |  |
|             |     |         |  |

| 03 de abril |     |         |  |
| Iugoslávia  | 3-6 | Polónia |  |
|             |     |         |  |

| 04 de abril |     |               |  |
| Japão       | 1-2 | Países Baixos |  |
|             |     |               |  |

| 04 de abril |     |         |  |
| França      | 2-3 | Noruega |  |
|             |     |         |  |

| 05 de abril |     |       |  |
| Iugoslávia  | 5-1 | Japão |  |
|             |     |       |  |

| 05 de abril |     |        |  |
| França      | 1-5 | Itália |  |
|             |     |        |  |

| 06 de abril   |     |         |  |
| Países Baixos | 1-4 | Polónia |  |
|               |     |         |  |

| 06 de abril |     |         |  |
| Áustria     | 3-1 | Noruega |  |
|             |     |         |  |

| 07 de abril |     |        |  |
| Noruega     | 3-4 | Itália |  |
|             |     |        |  |

| 07 de abril |     |               |  |
| Iugoslávia  | 3-1 | Países Baixos |  |
|             |     |               |  |

| 07 de abril |     |       |  |
| Polónia     | 7-0 | Japão |  |
|             |     |       |  |

| 07 de abril |     |        |  |
| Áustria     | 2-3 | França |  |
|             |     |        |  |

## Campeonato Mundial Grupo C (Dinamarca)
| Pos. | Time            | PJ | V | E | D | GP-GC    | Pontos |
| ---- | --------------- | -- | - | - | - | -------- | ------ |
| 17   | Dinamarca       | 8  | 7 | 1 | 0 | 71 - 13  | 15     |
| 18   | China           | 8  | 6 | 1 | 1 | 44 - 24  | 13     |
| 19   | Romênia         | 8  | 6 | 0 | 2 | 51 - 22  | 12     |
| 20   | Bulgária        | 8  | 4 | 1 | 3 | 35 - 26  | 9      |
| 21   | Reino Unido     | 8  | 4 | 1 | 3 | 45 - 25  | 9      |
| 22   | Hungria         | 8  | 3 | 1 | 4 | 37 - 32  | 7      |
| 23   | Coreia do Norte | 8  | 2 | 1 | 5 | 29 - 35  | 5      |
| 24   | Coreia do Sul   | 8  | 1 | 0 | 7 | 19 - 64  | 2      |
| 25   | Bélgica         | 8  | 0 | 0 | 8 | 11 - 101 | 0      |

| 23 de março |      |         |  |
| Hungria     | 11-1 | Bélgica |  |
|             |      |         |  |

| 23 de março |      |               |  |
| Dinamarca   | 15-1 | Coreia do Sul |  |
|             |      |               |  |

| 23 de março |     |             |  |
| China       | 6-5 | Reino Unido |  |
|             |     |             |  |

| 24 de março |      |         |  |
| Roménia     | 14-0 | Bélgica |  |
|             |      |         |  |

| 24 de março |     |                 |  |
| Reino Unido | 7-2 | Coreia do Norte |  |
|             |     |                 |  |

| 24 de março |     |       |  |
| Bulgária    | 3-4 | China |  |
|             |     |       |  |

| 25 de março   |     |         |  |
| Coreia do Sul | 4-9 | Hungria |  |
|               |     |         |  |

| 25 de março |     |                 |  |
| Roménia     | 7-2 | Coreia do Norte |  |
|             |     |                 |  |

| 25 de março |     |          |  |
| Dinamarca   | 7-3 | Bulgária |  |
|             |     |          |  |

| 26 de março   |     |         |  |
| Coreia do Sul | 7-2 | Bélgica |  |
|               |     |         |  |

| 26 de março |     |       |  |
| Hungria     | 3-4 | China |  |
|             |     |       |  |

| 26 de março |     |             |  |
| Dinamarca   | 3-2 | Reino Unido |  |
|             |     |             |  |

| 27 de março |     |         |  |
| Bulgária    | 1-3 | Roménia |  |
|             |     |         |  |

| 27 de março |      |             |  |
| Bélgica     | 0-11 | Reino Unido |  |
|             |      |             |  |

| 27 de março     |     |       |  |
| Coreia do Norte | 2-3 | China |  |
|                 |     |       |  |

| 28 de março |      |                 |  |
| Dinamarca   | 11-1 | Coreia do Norte |  |
|             |      |                 |  |

| 28 de março |     |         |  |
| Bulgária    | 4-3 | Hungria |  |
|             |     |         |  |

| 28 de março |      |               |  |
| Roménia     | 11-3 | Coreia do Sul |  |
|             |      |               |  |

| 29 de março |      |         |  |
| Dinamarca   | 17-1 | Bélgica |  |
|             |      |         |  |

| 29 de março |     |               |  |
| China       | 9-1 | Coreia do Sul |  |
|             |     |               |  |

| 29 de março |     |             |  |
| Hungria     | 3-3 | Reino Unido |  |
|             |     |             |  |

| 30 de março |      |                 |  |
| Bélgica     | 0-12 | Coreia do Norte |  |
|             |      |                 |  |

| 30 de março |     |          |  |
| Reino Unido | 4-5 | Bulgária |  |
|             |     |          |  |

| 30 de março |     |       |  |
| Roménia     | 3-1 | China |  |
|             |     |       |  |

| 31 de março |     |         |  |
| Dinamarca   | 8-2 | Roménia |  |
|             |     |         |  |

| 31 de março   |     |          |  |
| Coreia do Sul | 2-4 | Bulgária |  |
|               |     |          |  |

| 31 de março     |     |         |  |
| Coreia do Norte | 2-6 | Hungria |  |
|                 |     |         |  |

| 01 de abril |     |         |  |
| Dinamarca   | 8-1 | Hungria |  |
|             |     |         |  |

| 01 de abril |     |               |  |
| Reino Unido | 7-1 | Coreia do Sul |  |
|             |     |               |  |

| 01 de abril |      |       |  |
| Bélgica     | 5-15 | China |  |
|             |      |       |  |

| 02 de abril |     |             |  |
| Roménia     | 5-6 | Reino Unido |  |
|             |     |             |  |

| 02 de abril     |     |          |  |
| Coreia do Norte | 1-1 | Bulgária |  |
|                 |     |          |  |

| 03 de abril |     |         |  |
| Roménia     | 6-1 | Hungria |  |
|             |     |         |  |

| 03 de abril |      |          |  |
| Bélgica     | 2-14 | Bulgária |  |
|             |      |          |  |

| 03 April      |     |                 |  |
| Coreia do Sul | 0-7 | Coreia do Norte |  |
|               |     |                 |  |

| 03 de abril |     |       |  |
| Dinamarca   | 2-2 | China |  |
|             |     |       |  |

## Tabela do Campeonato Mundial
| Campeonato Mundial de 1991 | País            |
| -------------------------- | --------------- |
| Ouro                       | Suécia          |
| Prata                      | Canadá          |
| Bronze                     | União Soviética |
| 4                          | Estados Unidos  |
| 5                          | Finlândia       |
| 6                          | Tchecoslováquia |
| 7                          | Suíça           |
| 8                          | Alemanha        |

## Tabela do Campeonato Europeu
| Campeonato Europeu de 1991 | País            |
| -------------------------- | --------------- |
| Ouro                       | União Soviética |
| Prata                      | Suécia          |
| Bronze                     | Finlândia       |
| 4                          | Tchecoslováquia |
| 5                          | Suíça           |
| 6                          | Alemanha        |